# Холмы (городской округ Озёры)
Холмы — деревня в городском округе Озёры Московской области России. Население — 86 чел. (2015).

## География
Расположена в северной части района, примерно в 8 км к северу от центра города Озёры, на автодороге Р115 (Егорьевск — Коломна — Кашира — Ненашево). В деревне три улицы — Дачная, Коломенская и Садовая. Связана автобусным сообщением с Озёрами, Коломной и Москвой. Рядом с деревней находится платформа «30 км» ответвления Рязанского направления Московской железной дороги Голутвин — Озёры. Ближайшие населённые пункты — деревни Большое Уварово, Паткино и Варищи.

## История
В «Списке населённых мест» 1862 года Холмы — казённая деревня 1-го стана Коломенского уезда Московской губернии между рекой Окой и Каширской почтовой дорогой, в 20 верстах от уездного города, при овраге, с 93 дворами и 649 жителями (308 мужчин, 341 женщина).
По данным на 1890 год входила в состав Горской волости Коломенского уезда, число душ составляло 638 человек.
В 1913 году — 69 дворов и церковно-приходская школа.
По материалам Всесоюзной переписи населения 1926 года — центр Холминского сельсовета Горской волости, проживало 317 жителей (132 мужчины, 185 женщин), насчитывалось 68 крестьянских хозяйств, имелась школа 1-й ступени.
С 1929 года — населённый пункт в составе Озёрского района Коломенского округа Московской области, с 1930-го, в связи с упразднением округа, — в составе Озёрского района Московской области.
В 1939 году из Марковского сельсовета деревня передана в Бояркинский сельсовет.
С 1994 по 2006 год — деревня Бояркинского сельского округа.

## Население
| 1852 | 1859 | 1890 | 1926 | 2002 | 2006 | 2010 |
| ---- | ---- | ---- | ---- | ---- | ---- | ---- |
| 627  | ↗649 | ↘638 | ↘317 | ↘87  | ↘77  | ↗81  |
| 2015 |      |      |      |      |      |      |
| ↗86  |      |      |      |      |      |      |